# 2625 Джек Лондон
2625 Джек Лондон (2625 Jack London) — астероїд головного поясу, відкритий 2 травня 1976 року.
Тіссеранів параметр щодо Юпітера — 3,652.
Названий на честь американського письменника Джека Лондона.